# Gustavo Leguizamón

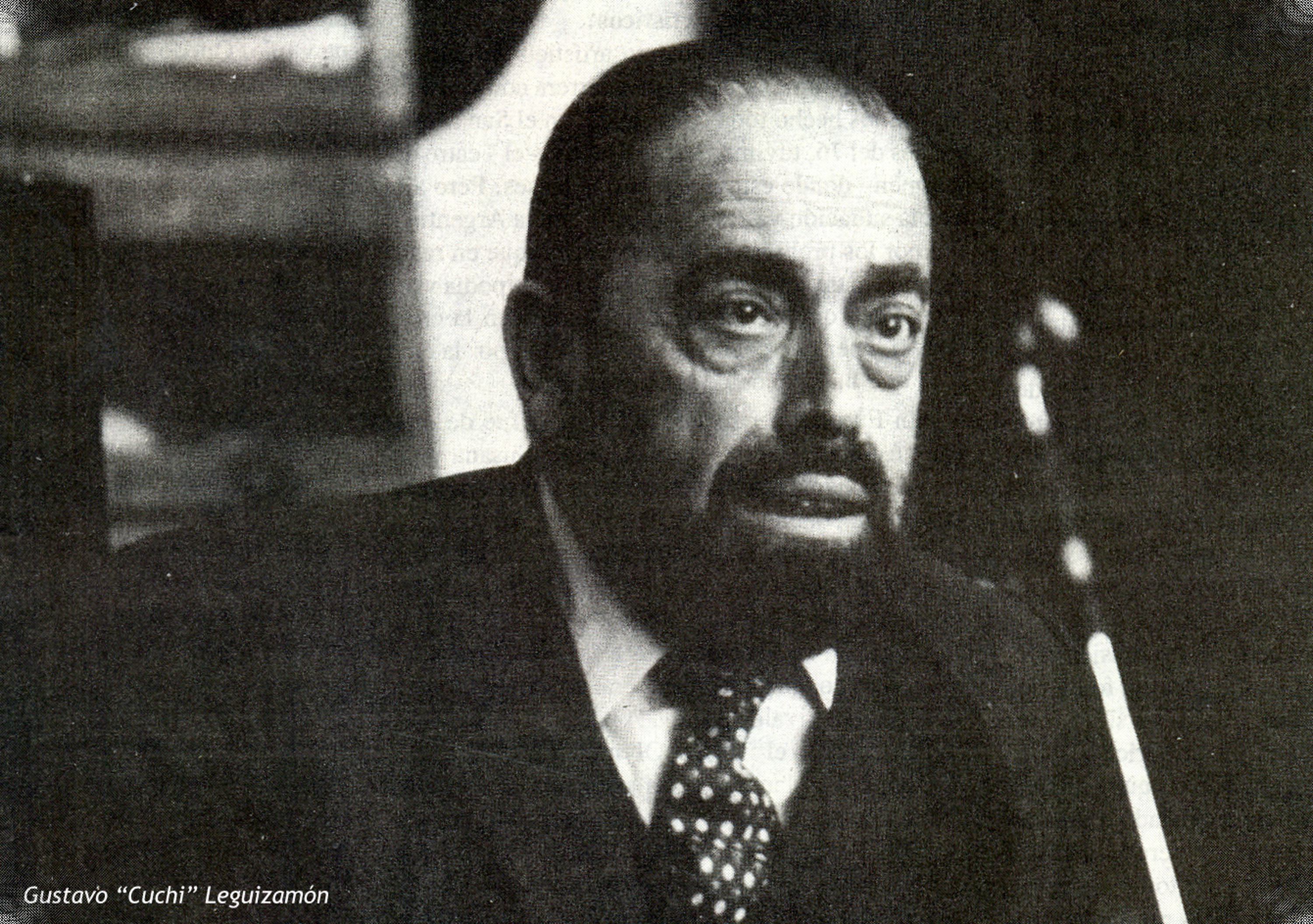
Gustavo Leguizamón

Gustavo Leguizamón (* 29. September 1917 in Salta; † 27. September 2000 ebenda), genannt El Cuchi, war ein argentinischer Musiker, Pianist, Komponist und Schriftsteller. Er war Autor klassischer Zambas, Chacareras und Vidalas aus der argentinischen Folklore des Nordwestens. Besonders fruchtbar war seine Zusammenarbeit mit Manuel J. Castilla, einem Freund und Schriftstellerkollegen aus seiner Heimatstadt Salta, dessen Texte er zum Teil vertonte. Als Texter/Komponisten-Duo waren sie landesweit angesehen. Außerhalb seiner künstlerischen Tätigkeit war Leguizamón  Jurist, Staatsanwalt in der Provinz Salta und Abgeordneter des nationalen Parlaments.

## Biographie
Gustavo Leguizamón stammte aus einer angesehenen Kaufmannsfamilie Saltas. Seine Vorfahren hatten 1806 im Zentrum Saltas ein Handelshaus eröffnet. Die nachfolgenden Generationen waren in geschäftlichen Angelegenheiten ähnlich erfolgreich wie die Gründer.
Der Stammbaum der Leguizamón verzeichnet als Verwandte Arias Rengel und José María Todd. Letzterer war Gobernador von Salta im Jahre 1860 und Sohn von Doña Tomasa Toledo y Pimentel, die mit dem Vizekönig von Peru verwandt war.
Gustavo Leguizamón war verheiratet mit Ema O. Palermo. Während seiner Verlobungszeit ging Leguizamón nach Buenos Aires, um sein Schielen operationell korrigieren zu lassen. Miguel Angel Pérez erzählt, dass ihm seine Freunde ein lakonisches Telegramm hinterherschickten, als sicher war, dass er seine Operation erfolgreich überstanden hatte, mit den Worten: „Heirate und du wirst sehen...“
Gegen Ende seines Lebens verschlechterte langsam sich seine Sehkraft, er verarmte und hatte zum Schluss nicht einmal das Geld, um sein Klavier richten zu lassen, wie Jorge Ezequiel Sánchez in der Tageszeitung Clarín berichtete.
Mit Ema O. Palermo hatte er vier Kinder: Juan Martín (* 1961), José María (* 1963), Delfín (* 1965), Luis Gonzalo (* 1967).

## Auszeichnungen
- 10. Dezember 1954 – Die Sociedad Argentina de Autores y Compositores de Música (SADAIC) verzeichnet Gustavo Leguizamón als Mitglied No. 9891.

- 1965: Festival Latinoamericano de Salta. Erster Preis mit dem Lied La zamba soltera
- 1973: Gran Premio SADAIC im Genre Música nativa.
- 1980: La Cantata Cafayateña, Salta. Erster Preis
- 1986: Festival de Cosquín, Córdoba. Erster Preis mit der Zamba Bajo el azote del sol (Text: Antonio Nella Castro).
- 7. November 1988: Reconocimiento al Mérito Artístico-Creativo (Producción Folkórica) der Universidad Nacional de Tucumán.
- 16. Juni 1989: Reconocimiento al Mérito Artístico (previsto en la Ley 6.475) durch die Regierung der Provinz Salta.
- 15. Oktober 1999: Die argentinische Tageszeitung Clarín erklärt Gustavo Cuchi Leguizamón in ihrer Beilage El siglo que se va, el milenio que viene (Das Jahrhundert, das geht, das Jahrtausend, das kommt) zur herausragenden Persönlichkeit des Jahrhunderts in der argentinischen Folklore.

## Werke
Das Werk von Gustavo Leguizamón ist sehr umfassend. Bis 1987 waren in der SADAIC 82 Werke von ihm verzeichnet. Zu den Klassikern der argentinischen Folklore gehören seine Stücke:
- Lloraré
- Zamba del Carnaval
- Balderrama
- La Pomeña
- Zamba de Juan Panadero
- Maturana
- La Arenosa
- Si llega a ser tucumana
- Zamba del Laurel

Das vorläufige Gesamtverzeichnis seiner Werke:
- 29. Juli 1954: Lloraré (Text und Musik: Gustavo Leguizamón)
- 13. April 1955: La antojada (Instrumental. Musik: Gustavo Leguizamón)
- 13. April 1955: Zamba de Anta (Text: César Perdiguero und Manuel J. Castilla)
- 25. April 1955: Zamba de los mineros (Text: Jaime Dávalos)
- 20. Mai 1955: Zamba del pañuelo (Text: Manuel J. Castilla)
- 21. Juni 1955: Panza verde (Text: Jaime Dávalos)
- 12. März 1957: La desvelada (Text: Manuel J. Castilla)
- 7. September 1960: Chacarera del Chacho (Text und Musik: Gustavo Leguizamón)
- 6. November 1961: Pelayo Alarcón (Text: Manuel J. Castilla)
- 17. November 1961: Serenata del 900 (Text und Musik: Gustavo Leguizamón)
- 20. April 1962: La ida y vuelta (Text und Musik: Gustavo Leguizamón)
- 20. April 1962: Zamba del guitarrero (Text und Musik: Gustavo Leguizamón)
- 28. Dezember 1962: La enojosa (Text: Manuel J. Castilla und Montero)
- 28. Dezember 1962: La unitaria (Text und Musik: Gustavo Leguizamón)
- 28. Dezember 1962: Lavanderas del Río Chico (Text und Musik: Gustavo Leguizamón)
- 28. Dezember 1962: Chilena del solterón (Text: José Ríos)
- 24. Juni 1964: Lejos (Text und Musik: Gustavo Leguizamón)
- 21. Juli 1964: Canción de Totoralejos (Text: Manuel J. Castilla)
- 21. Juli 1964: Zamba de don Balta (Text: Manuel J. Castilla)
- 21. Juli 1964: Chacarera del expediente (Text und Musik: Gustavo Leguizamón)
- 18. August 1964: Zamba del carnaval (Text und Musik: Gustavo Leguizamón)
- 28. Oktober 1964: El avenido (Text und Musik: Gustavo Leguizamón)
- 26. November 1964: Zamba del mar (Text: Manuel J. Castilla)
- 18. Oktober 1965: El fiero Arias (Text: Manuel J. Castilla)
- 8. März 1966: Zamba soltera (Text und Musik: Gustavo Leguizamón)
- 26. April 1966: Carnavalito del duende (Text: Manuel J. Castilla)
- 17. Oktober 1967: El silbador (Text: Manuel J. Castilla)
- 17. Oktober 1967: Cosas de la brisa (Text und Musik: Gustavo Leguizamón)
- 28. Dezember 1968:Zamba de Lozano (Text: Manuel J. Castilla)
- 28. Dezember 1968: La arenosa (Text: Manuel J. Castilla)
- 16. April 1969: La Pomeña (Text: Manuel J. Castilla)
- 16. April 1969: Balderrama (Text: Manuel J. Castilla)
- 15. Oktober 1969 Fiesta de guardar (Text: César Perdiguero)
- 12. August 1970: Zamba del imaginero (Text: Armando Tejada Gomez)
- 12. August 1970: Canción del que no hace nada (Text: Manuel J. Castilla)
- 12. August 1970: Letanía del olvido (Text: Manuel J. Castilla)
- 12. August 1970: Cantora de Yala (Text: Manuel J. Castilla)
- 16. November 1970: Navidad de Juanito Laguna (Text: Manuel J. Castilla)
- 21. April 1971: La muerta (Text: Pablo Neruda)
- 21. April 1971: Zamba de Argamonte (Text: Manuel J. Castilla)
- 17. November 1971: Chacarera del aveloriado (Text und Musik: Gustavo Leguizamón)
- 17. November 1971: Zamba de los 50 años (Text und Musik: Gustavo Leguizamón)
- 17. November 1971: De estar estando (Text und Musik: Gustavo Leguizamón)
- 10. Dezember 1971: Tiempo de mayo (Text: Armando Tejada Gómez)
- 7. April 1972: Coplas del regreso (Text: Luis Franco)
- 7. Januar 1973: Serenata desolada (Text und Musik: Gustavo Leguizamón)
- 7. Januar 1973: Corazón que te sucede (Text und Musik: Gustavo Leguizamón)
- 8. März 1973: Elogio del viento (Text: Armando Tejada Gómez)
- 8. März 1973: Viejo luchador (Text: Armando Tejada Gómez)
- 8. März 1973: Estilo de los oficios (Text: Walter Adet)
- 8. März 1973: Canción del caballo sin jinete (Text: Manuel J. Castilla)
- 8. März 1973: Baguala del guardamonte (Text: Manuel J. Castilla)
- 22. März 1973: ¡Ay! Madre (Text: Juan Carlos Dávalos)
- 26. März 1973: Coplas de Tata Dios (Text und Musik: Gustavo Leguizamón)
- 26. März 1973: Preludio y jadeo (Instrumental. Musik: Gustavo Leguizamón)
- 26. März 1973: Canción de cuna para el vino (Text und Musik: Gustavo Leguizamón)
- 26. August 1975: Maturana (Text: Manuel J. Castilla)
- 23. September 1975: Zamba del laurel (Text: Armando Tejada Gómez)
- 24. November 1975: Zamba de Juan Panadero (Text: Manuel J. Castilla)
- 23. März 1976: Chaya de la albahaca (Text: Armando Tejada Gómez)
- 27. April 1976: La Salta de antes (Text: Manuel J. Castilla)
- 28. März 1977: No hay cosa como la muerte (Text: Jorge Luis Borges)
- 18. September 1979: Zamba de la sirena (Text: Gustavo Leguizamón)
- 3. Februar 1981 Amores de la vendimia (Text: Manuel J. Castilla)
- 16. November 1981: Si llega a ser tucumana (Text: Miguel Angel Perez)
- 16. November 1981: La trova de la Macacha (Text: de César Perdiguero)
- 16. November 1981: Estilo de la mala memoria (Text: César Perdiguero)
- 16. November 1981: Milonga de flor y truco (Text: Hugo Alarcón)
- 16. November 1981: Cartas de amor que se queman (Text: Manuel J. Castilla)
- 16. November 1981: Y me debes creer (Text: Jacobo Regen)
- 16. November 1981: Zamba del último carpero (Text: César Perdiguero)
- 20. Juli 1982: Pasaron la vida (Text: Raúl Araoz Anzoátegui)
- 20. Juli 1982: Chacarera del holgado (Text: Miguel Angel Perez)
- 6. September 1982: La mulánima (Text: Hugo Alarcón)
- 7. März 1983: Cueca del Coto celoso (Text und Musik: Gustavo Leguizamón)
- 20. Mai 1983: Zamba para la viuda (Text: Miguel Angel Perez)
- 5. März 1984: Muchas veces soñé curiosos sueños (Text und Musik: Gustavo Leguizamón)
- 14. November 1984: Coplas del caballo que muere (Text und Musik: Gustavo Leguizamón)
- 20. März 1985: Me voy quedando (Text und Musik: Gustavo Leguizamón)
- 10. September 1986: Chacarera de la Patria Financiera (Text: Antonio Nella Castro)
- 28. November 1986: Bajo el azote del sol (Text: Antonio Nella Castro)
- 15. August 1990: Santa Mariana (Text: Miguel Angel Pérez)
- 1. Juli 1991: Borrachito de la noche (Text: Manuel J. Castilla)
- 13. September 1991: La redada (Instrumental. Musik: Gustavo Leguizamón)

- Ohne Datum: Canción para proteger a María (Text und Musik: Gustavo Leguizamón)
- Ohne Datum: Zamba para mi gata (Text und Musik: Gustavo Leguizamón)
- Ohne Datum: Chaya por Toconás (Text: Manuel J. Castilla)
- Ohne Datum: Maíz de Viracocha (Text: Armando Tejada Gomez)